# Teufelsberg
Der Teufelsberg ist ein Trümmerberg im Westen Berlins und mit 120,1 m ü. NHN nach den Arkenbergen die zweithöchste Erhebung des Stadtgebiets. Der Hügel liegt im Ortsteil Grunewald (Bezirk Charlottenburg-Wilmersdorf) an der Teufelsseechaussee zwischen den S-Bahnhöfen Grunewald und Heerstraße. Er hat seinen Namen vom nahe gelegenen Teufelssee. Auf dem Berg befinden sich die markanten Bauten einer Flugüberwachungs- und Abhörstation der US-amerikanischen Streitkräfte. Nach dem Abzug der Militärs wurde die Anlage von 1991 bis 1999 als Flugsicherungsradar-Station genutzt. Seitdem stehen die Gebäude leer und verfallen. Ein Teil wird als Street Art Gallery genutzt, das Dach des Hauptgebäudes dient als Aussichtsplattform mit Aussicht über den Grunewald und die Stadt Berlin. Seit 2018 steht der Berg als Gesamtanlage unter Denkmalschutz.

## Geschichte

### Aufschüttung des Berges

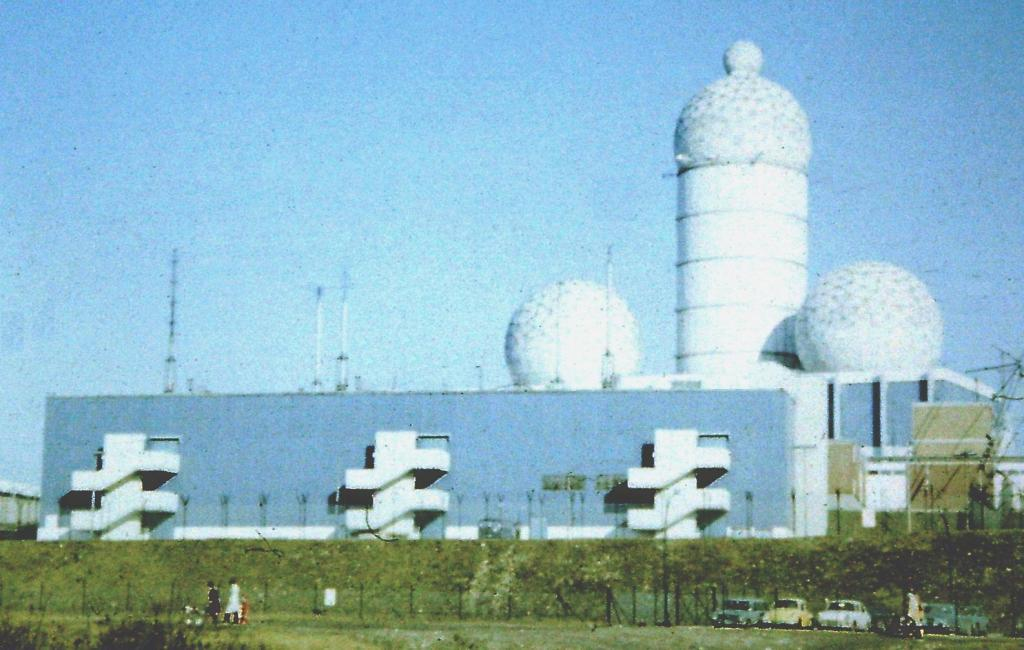
Blick auf die Abhöranlage, 1974

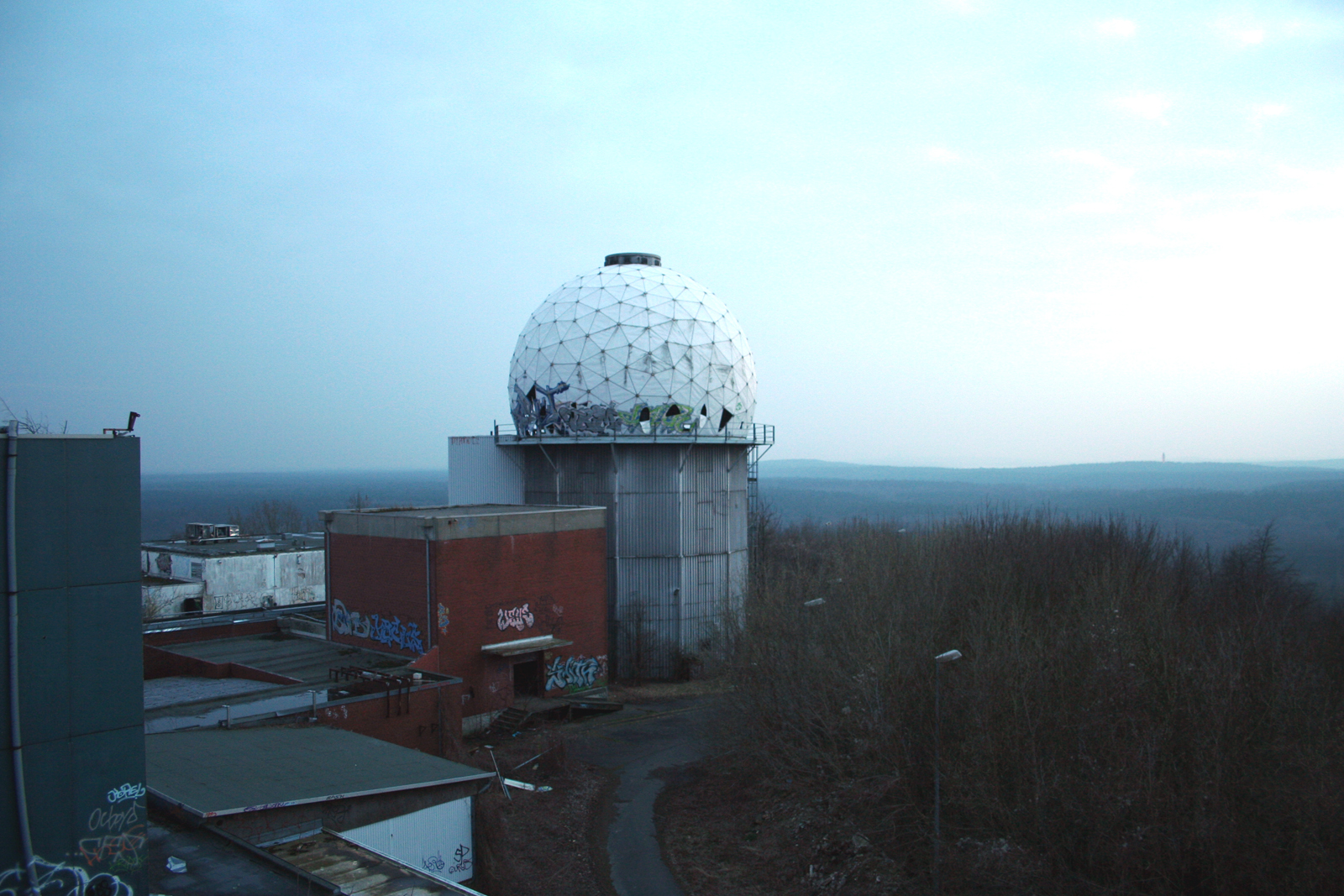
Search Tower, vom Dach der US Radome Unit, 2009

An der Stelle des heutigen Teufelsbergs stand in den 1940er Jahren der Rohbau der Wehrtechnischen Fakultät, die im Rahmen des nationalsozialistischen Projektes der Welthauptstadt Germania gebaut werden sollte. Kurz nach dem Zweiten Weltkrieg wurde die Anlage gesprengt, teilweise abgerissen und als Baumaterial genutzt. Die verbleibenden Gebäudereste wurden ab 1950 mit Trümmerschutt aufgefüllt. Weitere Deponien wie der Insulaner, das Wilmersdorfer Stadion an der Fritz-Wildung-Straße (früher: Lochowdamm), auf dem Gelände der ehemaligen Gasanstalt hatten die vorgesehene Kapazität erreicht und konnten nicht weitergenutzt werden. 22 Jahre lang luden bis zu 800 Lastzüge täglich bis zu 7000 m³ Schutt ab; am 14. November 1957 wurde der zehnmillionste Kubikmeter angefahren. Bis 1972 wurden insgesamt 26 Millionen Kubikmeter Trümmerschutt hier abgeladen. Das entspricht grob einem Drittel der Trümmer zerbombter Berliner Häuser und etwa 15.000 Gebäuden; dazu kam ein kleiner Anteil an Industrieabfällen und Bauschutt, der am Messedamm anfiel. Der künstlich aufgeschüttete Teufelsberg wurde zur höchsten Geländeerhebung im damaligen West-Berlin.
Nach Beendigung der Ablagerung im Jahr 1972 wurde die Landschaft mit Sand und Mutterboden gestaltet und mit rund einer Million Bäumen bepflanzt. Auch Wintersportmöglichkeiten wie einen Skihang, eine Rodelbahn und eine Sprungschanze ließ der Senat errichten. Der Skihang erhielt 1964 einen Tellerlift, Flutlicht und Schneekanonen, die aber bereits 1972 wieder abgebaut werden mussten, weil sich die Amerikaner in der nahen Abhörstation gestört fühlten. Sie machten Gebrauch vom Alliierten Vorbehaltsrecht. Anlässlich der 750-Jahr-Feier Berlins im Jahr 1987 wurde am 28. Dezember 1986 auf dem Skihang ein Promotionswettbewerb im Parallelslalom mit bekannten Skifahrern ausgetragen. Sieger wurde der ehemalige Weltmeister und Olympiasieger von 1980 Leonhard Stock aus Österreich.

### Zeit des Kalten Kriegs

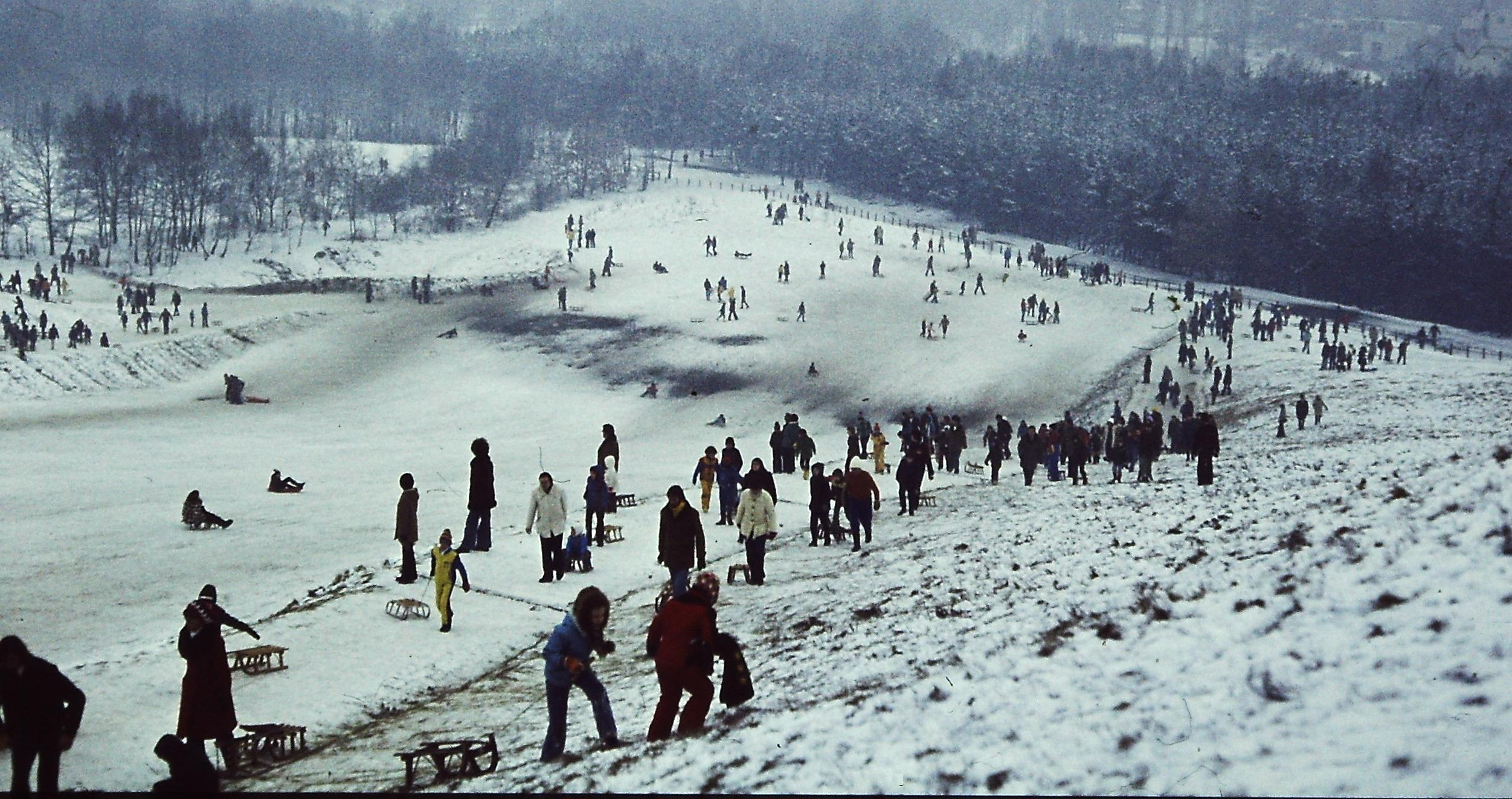
Rodeln am Teufelsberg, 1978

In den 1950er Jahren entdeckte die US-Armee den Berg als hervorragenden Standort für eine Abhöranlage. Die anfangs mobile Installation zur Überwachung des Luftraums – insbesondere der drei Flugkorridore zwischen Berlin und der Bundesrepublik – wurde bald durch feste Gebäude abgelöst, es entstand die Field Station Berlin Teufelsberg. Dazu wurden mit der Zeit fünf Antennenkuppeln mit einer Gesamthöhe von bis zu 62 m errichtet, die Überwachungsaufgaben zur Zeit des Kalten Kriegs bis weit in das Gebiet des Warschauer Paktes übernahmen. Außerdem wurde auch ein 120 m hoher Stahlrohrmast, der mit Antennensystemen für den Empfang von Funksignalen mit Frequenzen von 20 MHz bis 1,18 GHz gestattet, errichtet. Die Anlage auf dem Teufelsberg wurde nun hauptsächlich von der National Security Agency (NSA) betrieben und diente als Teil des weltweiten Spionagenetzes Echelon. Ab 1957 wurde die Anlage zusätzlich von folgenden US-amerikanischen und britischen Aufklärungs- und Sicherheitsdiensten genutzt:

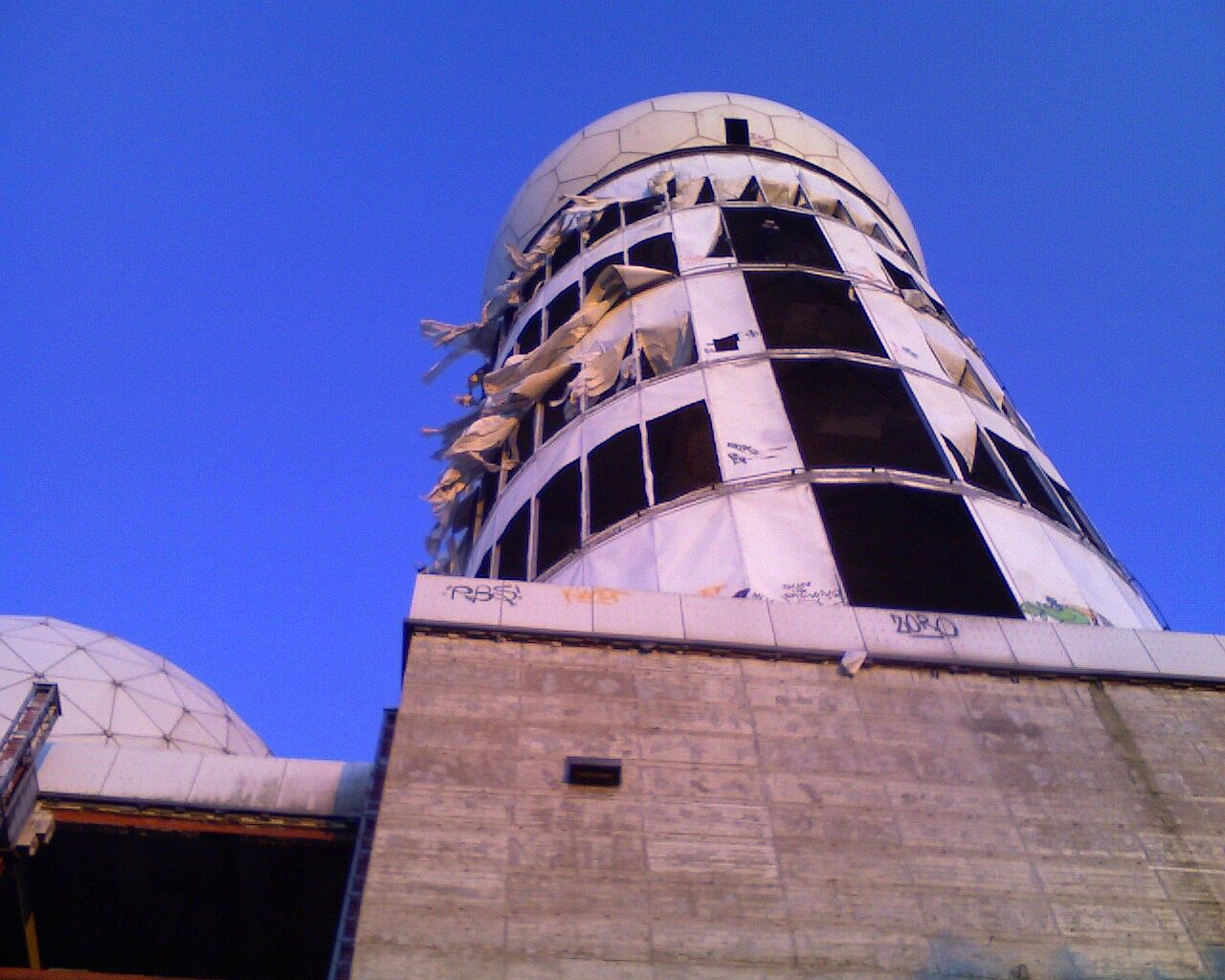
Verfall der Anlage, 2009

- 1957: 280th ASA Company of the U.S. Army Security Agency
- 1961: 78th ASA Special Operations Unit, 1966 umbenannt in 54th Special Operations Command
- 1967: USASA Field Station Berlin
- 1977: U.S. Army Intelligence and Security Command (INSCOM)
- 6912 Electronic Security Group of the U.S. Air Force
- RAF No 26 Signal Unit
- RAF No 13 Signal Regiment

Ein kleiner Teil der Teufelsberg-Grünanlage blieb von der militärischen Nutzung verschont. In den 1970er und 1980er Jahren wurde am Südhang des Teufelsberges Wein angebaut, aus dem das Wilmersdorfer Teufelströpfchen gekeltert wurde.

### Nach der Wiedervereinigung
Nach der deutschen Wiedervereinigung wurden die elektronischen Einrichtungen der Anlage entfernt, da sie nach dem Ende des Kalten Krieges nutzlos geworden waren. 1991 zogen Amerikaner und Briten ab. Die Gebäude blieben stehen bzw. wurden sogar erneuert und neue Radaranlagen installiert, denn sie konnten bis 1999 zur zivilen Luftüberwachung des Flugverkehrs genutzt werden.
Als Besitzer des 4,7 Hektar großen Areals der Abhörstation verkaufte es der Berliner Senat für 5,2 Millionen Mark (kaufkraftbereinigt in heutiger Währung: rund 4 Millionen Euro) an die Kölner Investorengemeinschaft Teufelsberg KG (IGTB). Das Architektenbüro Von Gruhl & Partner führte in deren Auftrag 1998 Planungsarbeiten für die Errichtung eines Hotels mit Tagungszentrum, eines Spionagemuseums, exklusiver Wohnungen und einer Gaststätte durch. Das Bauprojekt scheiterte wegen des massiven Widerstandes von Umweltschützern und an den explodierenden Baukosten, der Investor meldete Insolvenz an. Bis zum Abbruch der Arbeiten waren bereits einige Fundamente, ein Keller-Rohbau und das Muster einer Loftwohnung errichtet worden. Die Bauruinen sind mit einem Zaun gesichert und wurden bis Anfang 2003 bewacht. Aus finanziellen Gründen gab der Senat die Bewachung auf, was zu massivem Vandalismus führte. So war von 2005 bis 2012 eine Wachgesellschaft mit den Sicherungsaufgaben betraut.

### Entwicklung nach 2000

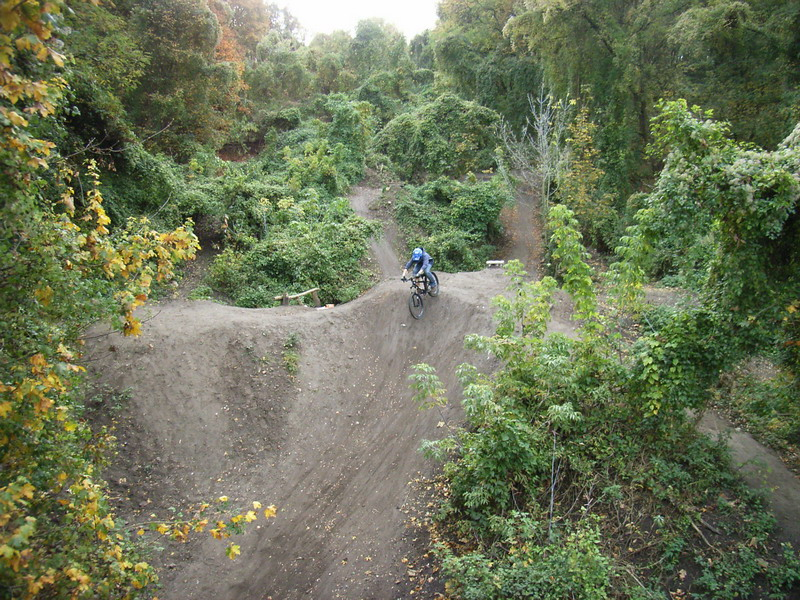
Downhill-Trail am Nordosthang

Weil bis Ende 2004 keine weiteren Baumaßnahmen durchgeführt wurden, verfiel die Baugenehmigung. Seit April 2006 ist das Gelände entsprechend dem Berliner Flächennutzungsplan als Wald ausgewiesen, also als nichtbebaubares Gelände.
Einige Mitglieder des Naturschutzzentrums Ökowerk forderten 2005 eine Renaturierung des Geländes. Das setzt den Rückkauf des Geländes durch das Land Berlin voraus, was die zuständige Senatsverwaltung ablehnte.

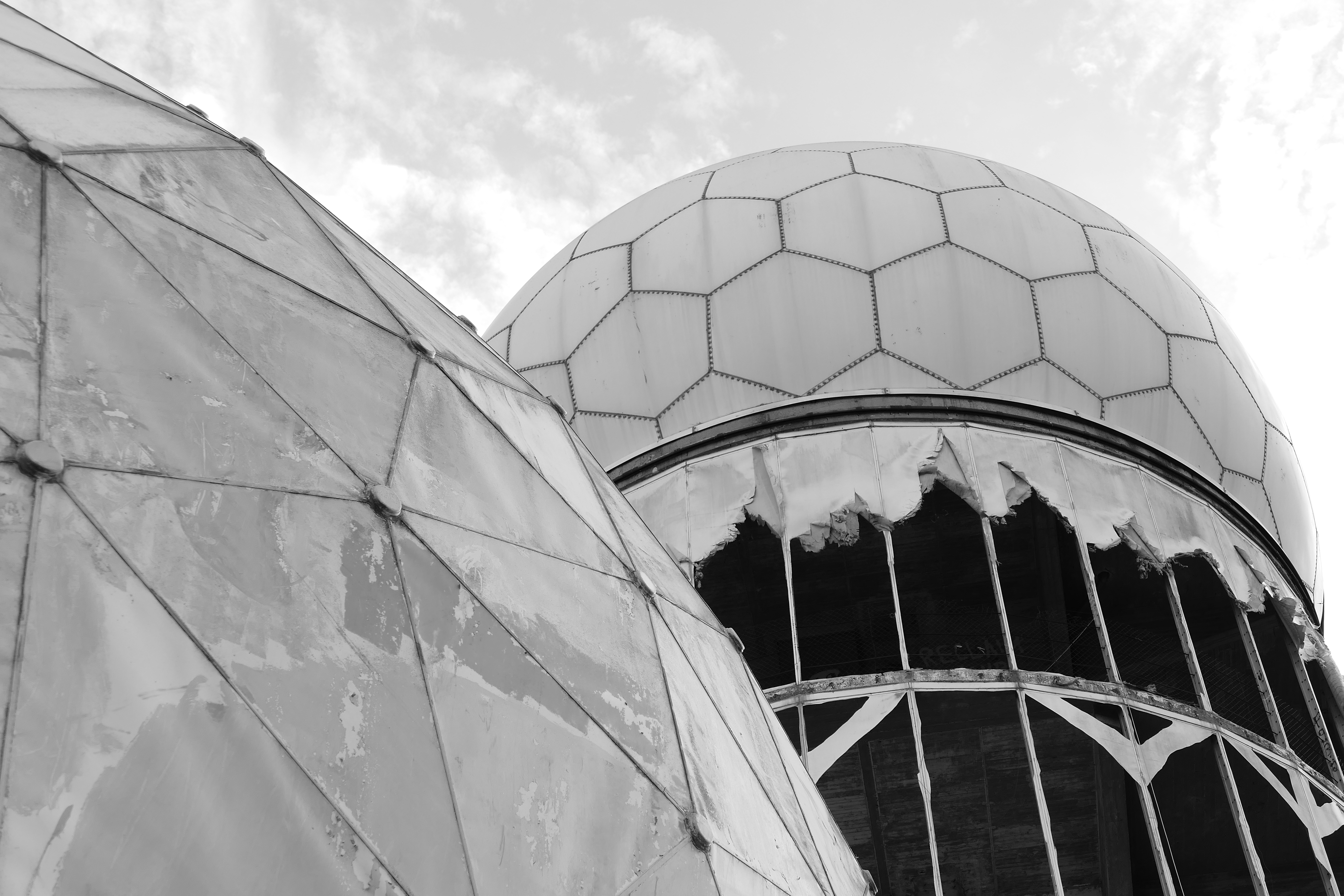
Verfallene Außenhäute zweier Radome

Die Maharishi-Stiftung plante Ende Februar 2008 den Kauf des Geländes und erwartete, dass der Bezirk das Baurecht für eine vedische Friedensuniversität mit einem 50 Meter hohen Turm der Unbesiegbarkeit erteilen würde. Der Filmregisseur David Lynch wollte sich mit seiner Stiftung David Lynch Foundation for Consciousness-Based Education and World Peace an der Finanzierung des Projekts beteiligen und legte einen symbolischen Grundstein. Im Dezember 2008 gab die Maharishi-Stiftung angeblich die Verantwortung für den Bau der Friedensuniversität an das Bundeskanzleramt ab. Das Bundeskanzleramt konnte den Eingang entsprechender Schreiben nicht bestätigen.
Zwei Veteranenvereine (The U.S. Field Station Berlin Veterans Group [USA] und der Verein West-Alliierte in Berlin) forderten 2009 die Umwidmung des Militärgeländes: Sie wünschen sich ein Denkmal, das an die Unterstützung der West-Alliierten erinnert und reichten im Berliner Abgeordnetenhaus eine Petition zum Erhalt der Anlage ein.
Seit Februar 2011 wurden – ursprünglich auf Initiative des Stadthistorikers Andreas Jüttemann – täglich Führungen über das ansonsten nicht zugängliche Gelände der ehemaligen Abhörstation auf dem Teufelsberg angeboten. Das war seinerzeit die erste Möglichkeit, seit dem Bau der Field Station legal das Gipfelplateau des Berges zu betreten.
Im September 2013 markierten US-Army-Teufelsberg-Veteranen den 50. Jahrestag (1963–2013) des Baues der festen Gebäude für Field Station Berlin am Teufelsberg mit einer speziellen Ausgabe von Cinderella-Briefmarken und mit der Einweihung einer Gedenktafel. Der Designer ist T.H.E. Hill, der preisgekrönte Autor von zwei Romanen über Field Station Berlin.
Eine Neuvermessung des Instituts für Geodäsie und Geoinformationstechnik der TU Berlin im Jahr 2013 ergab als Höhe 120,1 m ü. NHN statt der bisherigen 114,7 m. Das Vermessungsamt Charlottenburg-Wilmersdorf bestätigte dieses Ergebnis. Grund für dieses Höhenwachstum ist, dass 1998 im Rahmen des gescheiterten Bauprojekts zur Errichtung von Loftwohnungen ein Hügel aufgeschüttet worden war. Das ursprüngliche Gipfelkreuz an der Westseite der US-Radarstation wurde im Zuge der Neuvermessung 150 Meter weiter nach Osten versetzt. Er galt bis Januar 2015 als höchste Erhebung im Berliner Stadtgebiet und wurde von den Arkenbergen im Ortsteil Berlin-Blankenfelde des Bezirkes Pankow abgelöst.
Am 24. November 2013 wurde der Verein Initiative Kultur-DENK-MAL Berliner Teufelsberg g. e. V. auf dem Teufelsberg gegründet. Vereinsziel war, dass der Teufelsberg in seiner Gesamtheit unter Denkmalschutz gestellt wird und zu einer modernen, überregionalen Austauschplattform und Denkfabrik für Kultur, Kunst, Geschichte, Technik, Natur und neue Wirtschaftsmodelle weiterentwickelt wird.
Am 30. Oktober 2018 wurde der Teufelsberg aus städtebaulichen und historischen Gründen unter Denkmalschutz gestellt.
Seit der zweiten Hälfte der 2010er Jahre ist das Areal um die Abhörstation wieder gegen Eintritt öffentlich zugänglich. Im Oktober 2024 eröffnete eine Ausstellung zur Geschichte des Teufelsbergs in den ehemaligen Gebäuden, auch der Berliner Verein Alliierte in Berlin unterhält Ausstellungsräume.

## Nutzung des Geländes
Der Hügel wird von Mountainbikern und Spaziergängen genutzt. Seit den 1980er Jahren dient die Straße auf dem Teufelsberg Longboardern zum Downhill-Skaten. Nordöstlich vom Teufelsberg befindet sich der 99 Meter hohe Drachenberg, der bei entsprechenden Windverhältnissen als Übungsgelände für Drachen- und Gleitschirmflieger dient.
Die früher existierende Rodelbahn ist geschlossen und teilweise gesperrt, dennoch wird der Berg im Winter von Rodlern und Snowboardern genutzt. Jährlich findet ein Silvesterlauf auf dem Gelände statt. Der Deutsche Alpenverein betreibt am Teufelsberg einen Kletterfelsen. Ein 1964 hier errichteter Schlepplift wurde 1972 wieder abgebaut, Spuren der Anlage sind inzwischen nicht mehr erkennbar.
In der ehemaligen Abhörstation gibt es eine Street Art Gallery, das Dach dient als Aussichtsplattform. Das Areal ist im Sommerhalbjahr täglich zugänglich, es werden auch Führungen angeboten.

## Denkmalschutz
Nach jahrelangen Diskussionen wurde der Teufelsberg im November 2018 als Gesamtanlage unter Denkmalschutz gestellt, sowohl aus historischen Gründen als auch wegen seiner städtebaulichen Bedeutung. In der Begründung wird auf die drei unterschiedlichen geschichtlichen Schichten verwiesen, aus denen der Berg besteht. Unten ist die nie fertiggestellte Wehrtechnische Fakultät aus nationalsozialistischen Zeiten, deren Planung Baurat Hans Malwitz von Preußischen Hochbauverwaltung leitete. Die Grundsteinlegung war 1937, der Baustopp erfolgte 1940. Darüber ist der nach dem Zweiten Weltkrieg aufgeschüttete Trümmerberg, dessen Anlagen zwischen 1950 und 1972 unter Leitung von Fritz Witte, Leiter des Hauptamts für Grünflächen und Gartenbau und dem Landschaftsplaner Walter Rossow gestaltet werden. Oben sind die Anlagen der amerikanischen und britischen NSA Field Security Abhörstation aus den Zeiten des Kalten Kriegs (1962–1992).

## Der Teufelsberg im Film
- Auf dem Teufelsberg wurden 1979 die Hängegleiterszenen zu Rudolf Steiners Film Aufwind gedreht, in dem ein Drachenflieger abstürzt und sich dann querschnittgelähmt ein neues Leben aufbaut. Seitdem wurde der Teufelsberg regelmäßig als spektakuläre Kulisse für Filme aller Art verwendet.
- Die Außenaufnahmen der zweiten Staffel der Krimiserie Allein gegen die Zeit wurden zum Großteil am Teufelsberg gedreht.
- Der Regisseur Thomas Nennstiel drehte hier die 2006 erschienene Kriminalkomödie Entführ’ mich Liebling.
- In dem 2008 erschienenen Psychothriller Der Seelenbrecher von Sebastian Fitzek spielt der Teufelsberg eine Rolle, da dort eine fiktive Privatklinik angesiedelt ist, in der der größte Teil der Handlung spielt.
- In seinem 2010er Dokumentarfilm David wants to fly begleitete Regisseur David Sieveking auch die Aktivitäten der Maharishi Foundation auf dem Teufelsberg: so die Grundsteinlegung in der Dunkelheit, bei der vom gekrönten Statthalter der Organisation Unbesiegbares Deutschland skandiert wird. Der Bogen der filmischen Recherche schließt ernüchternd – und beinahe gleichnishaft – mit Bildern aus der Militärruine.
- Das Finale des deutschen Vampir-Thrillers Wir sind die Nacht wurde 2010 auf dem Teufelsberg gedreht.
- Die Einstellung der 2015er Filminstallation Manifesto von Julian Rosefeldt, in der Cate Blanchett einen Obdachlosen spielt, der in einer der Antennenkuppeln haust und vom Dach der Abhöranlage Manifeste des Situationismus deklamiert, wurde hier gedreht.
- In der 2017 gesendeten dreiteiligen ZDF-Produktion Der gleiche Himmel spielte die Anlage und die dortigen Abhörmaßnahmen eine zentrale Rolle.
- Einige Szenen der fünften Folge von You Are Wanted wurden 2017 auf der Station gedreht.
- In der 9. Episode, 1. Staffel von Berlin Station spielen sich Schlüsselszenen in der Radaranlage ab.
- In Hito Steyerls Videoarbeit Factory of the Sun, die im deutschen Pavillon auf der Biennale di Venezia 2015 gezeigt wurde, nehmen die Ruinen der Abhörstation Teufelsberg eine zentrale Rolle ein.
- In dem Film Das schönste Mädchen der Welt (2018) macht die Schulklasse einen Ausflug auf den Teufelsberg.
- Im 2019 erschienenen Film Cleo von Erik Schmitt suchen die Protagonisten nach einem Schatz, der unter dem Teufelsberg vergraben liegen soll. Dabei spielt auch die Geschichte des Teufelsbergs eine Rolle.
- 2021 veröffentlichte die LEC das am Teufelsberg gedrehte Musikvideo Crown.[32]
- Das im März 2023 veröffentlichte Musikvideo Weisse Fahnen des Berliner Musikers Peter Fox wurde auf dem Teufelsberg gedreht.[33]
- Die ARD publizierte im April 2023 die Dokumentation Top Secret – Der Teufelsberg Berlin [34]
- Das im November 2024 veröffentlichte Musikvideo Teufelsberg des Berliner Musikers Prinz Pi wurde auf dem Teufelsberg gedreht.[35] Zudem dient die Abhöranlage als Motiv des dazugehörigen Albumcovers.